# Linda Fröhlich
Pour les articles homonymes, voir Fröhlich.
Linda Fröhlich, née le 23 juin 1979 à Pforzheim, est une basketteuse allemande.

## Biographie
Fille d'une ancienne championne lettone de basket-ball, qui évoluait avec l'Équipe d'URSS, elle part faire des études universitaires à l'Université du Nevada à Las Vegas. À la fin de ses études, elle est devenue la meilleure marqueuse de l'histoire des Lady Rebels, hommes et femmes réunis, ainsi que la meilleure rebondeuse de l'histoire de l'université. Pour la récompenser de ces performances, son numéro 13 a été retiré en décembre 2003.
Elle a depuis évolué en Italie, en Russie obtenant avec ce dernier club une victoire lors de l'Eurocoupe 2006 puis en Turquie. La saison 2007 passée à Fenerbahçe se solde par un triplé, le championnat et les deux coupes nationales.
En parallèle de sa carrière européenne, elle a été choisie en 26e position par les Liberty de New York lors de draft WNBA 2002. Elle évolue ensuite au Mercury de Phoenix, au Sting de Charlotte, au Fever de l'Indiana et enfin aux Monarchs de Sacramento lors de la saison 2007.

## Club
- SC Rist Wedel
- 1998-2002 : Rebels d'UNLV
- 2003-2005 :  Rovereto Basket
- 2005-2006 :  Spartak Moscou
- 2006-2007 :  Fenerbahçe SK
- 2007-2008 :  Tarente Cras
- 2007-2008 :  BK Brno
- 2008-2010 :  Good Angels Košice
- 2009-2010 :  BK Brno
- 2010-2011 :  Ros Casares Valence
- 2011 :  Proteas Voulas

### Ligues d'été
- 2002-2003 :  Liberty de New York
- 2006 :  Fever de l'Indiana
- 2007 :  Monarchs de Sacramento

## Palmarès

### Club
- Vainqueur de l'Eurocoupe 2006
- Championne de Turquie 2007
- Coupe de Turquie 2007
- Coupe du Président de Turquie 2007

### Distinction personnelle
- Meilleur marqueuse du Championnat d'Europe 1994
- Choisie en 26e position par les New York Liberty lors de la draft WNBA 2002